# شمال (رأس‌الخیمه)
شمال یک منطقهٔ مسکونی در امارات متحده عربی است که در امارت رأس‌الخیمه واقع شده‌است. شمال ۱۳۴ متر بالاتر از سطح دریا واقع شده‌است.